# Kwietno
Kwietno (deutsch Blumerode, auch Blumenrode) ist ein Dorf in der Landgemeinde Malczyce (Maltsch) im Powiat Średzki der Woiwodschaft Niederschlesien in Polen.

## Lage
Nachbarorte sind Dębice (Dambritsch) im Süden, Wilczków (Wültschkau) im Norden, Proszków (Schöneiche) im Osten.

## Geschichte

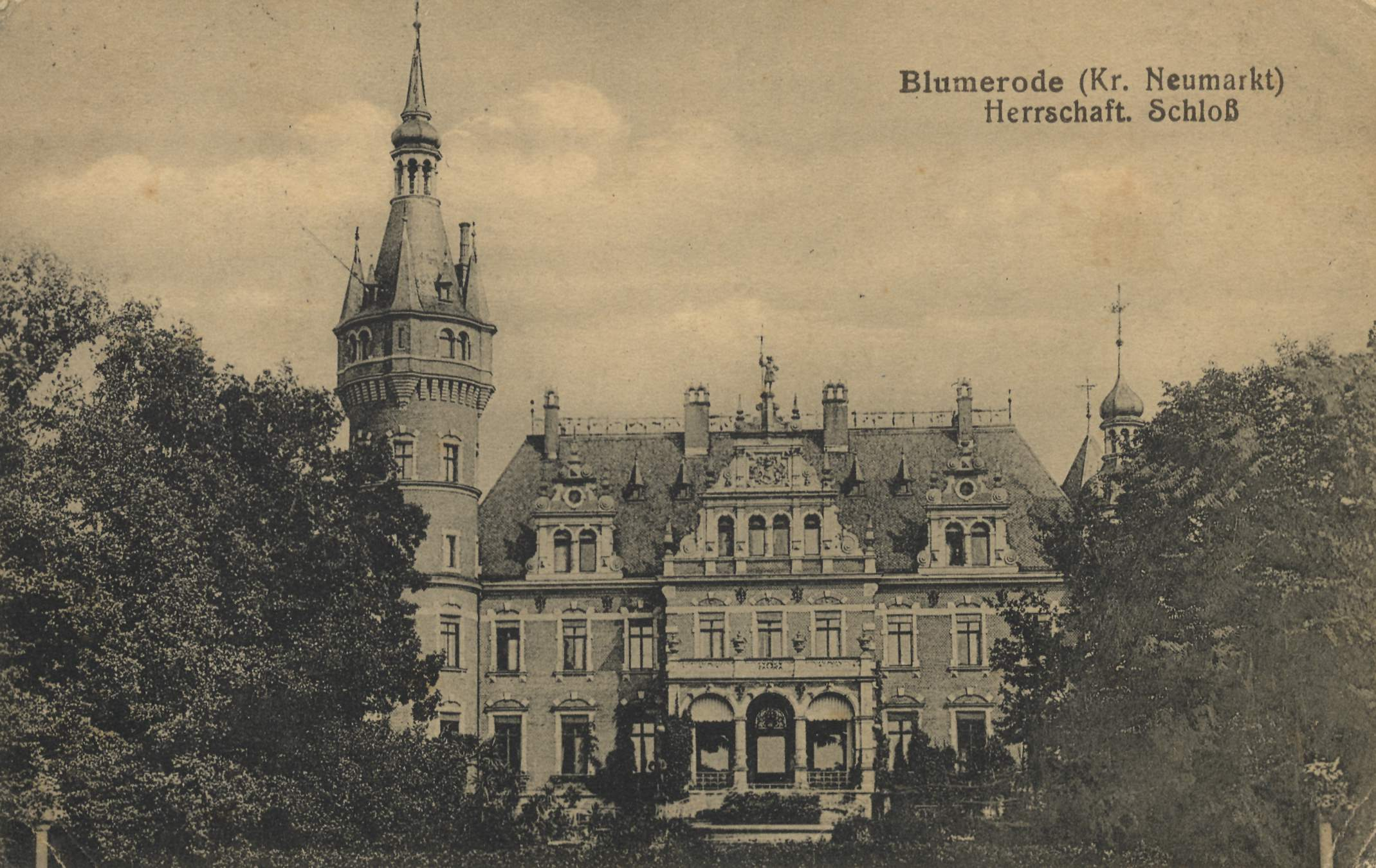
Schloss Blumerode

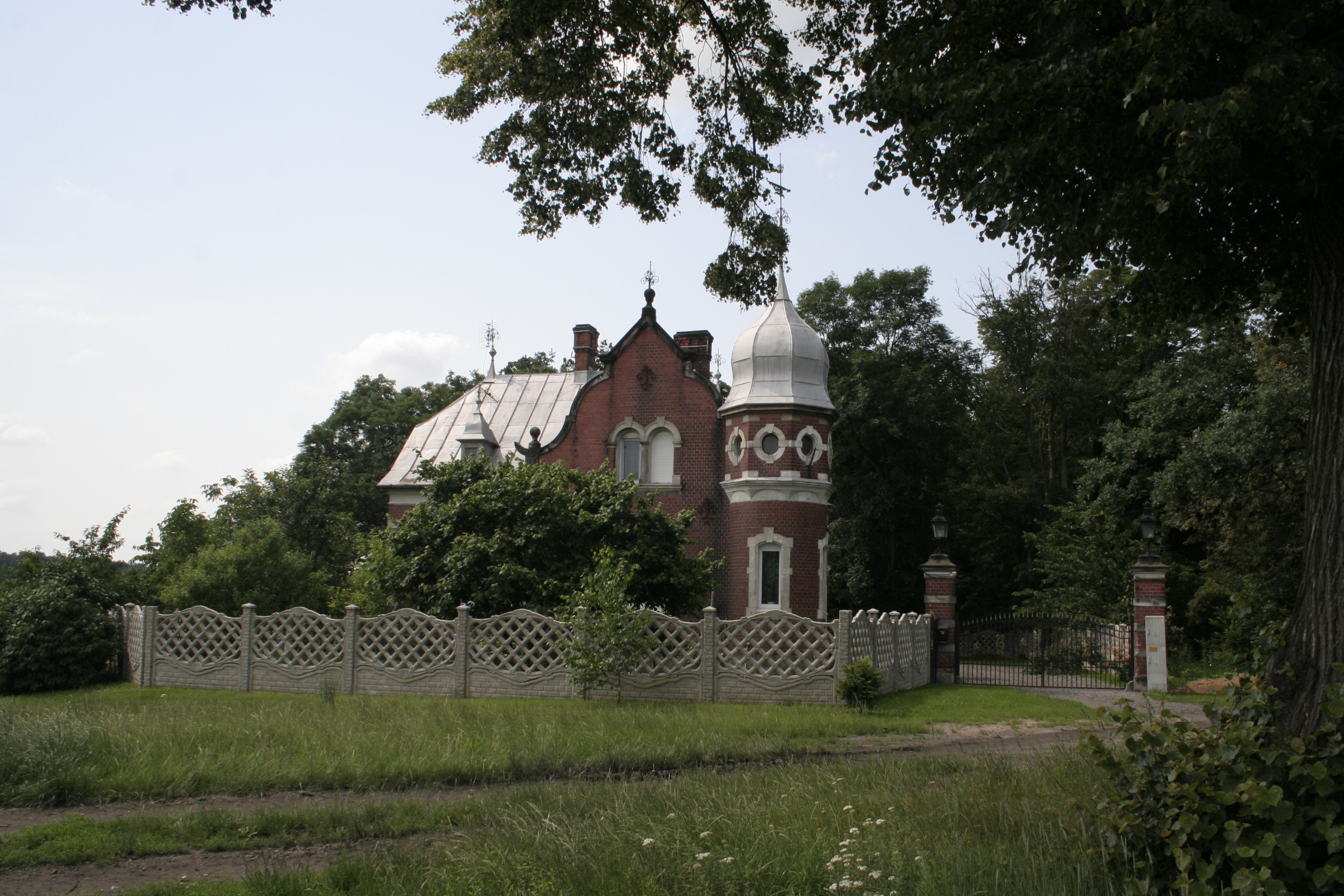
Gebäude im Schlosspark

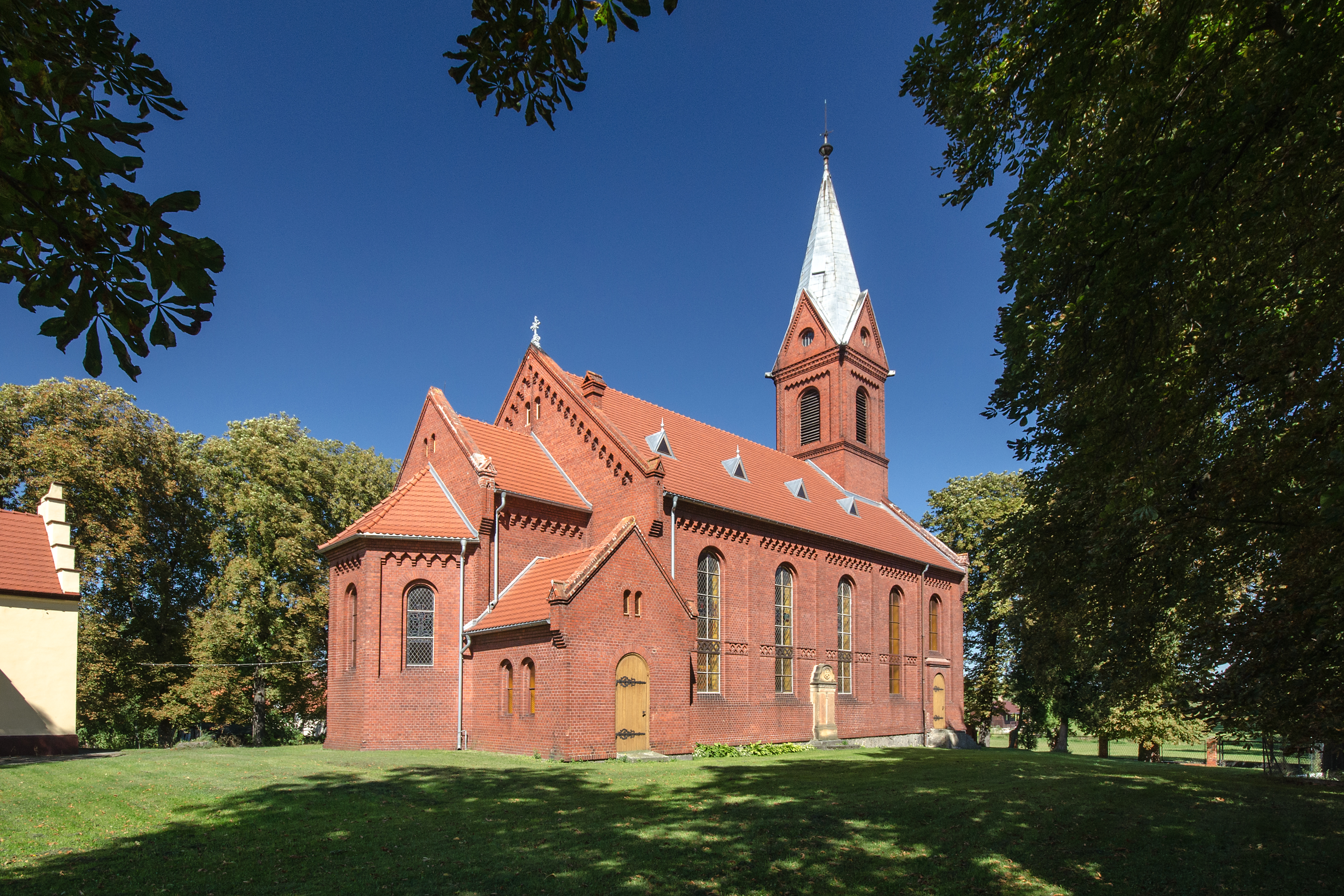
Christkönigskirche

„Blumrode“ wurde erstmals 1355 erwähnt; 1413 ist es in der Schreibweise „Blumenrode“ belegt. Der Ortsname lässt auf eine Gründung im Zuge der Ostkolonisation durch deutsche Siedler schließen. Dabei weist das Suffix -rode auf eine gerodete Fläche, auf der der Ort vormals entstand. Es gehörte von Anfang an Herzogtum Liegnitz, das nach dem Tod des Herzogs Georg Wilhelm 1675, mit dem die Linie der Schlesischen Piasten erlosch, fiel es als erledigtes Lehen durch Heimfall an Böhmen. Besitzer waren 1506 die Herren von Landskron, 1680 folgte Friedrich Günther von Wolzogen, 1715 Joachim Sigmund von Zedlitz, 1746 Karl Ernst von Rhediger und 1752 Johann Erdmann von Rhediger.
Nach dem Ersten Schlesischen Krieg fiel Blumerode mit dem größten Teil Schlesiens 1741/42 an Preußen. 1789 zählte Blumerode ein herrschaftliches Wohnhaus, zwei Vorwerke, ein Pfarrhaus, eine evangelische Kirche, eine Schule, ein Kretscham, elf Frei- und neun Dreschgärtner, vier Dienst- und fünf Angerhäusler, eine Mühle, eine Schmiede, ein Hirtenhaus, 38 Feuerstellen und 189 Einwohner. Im Zuge der Kreisreform vom 1. Januar 1818 wechselte Blumerode vom Landkreis Liegnitz in den Landkreis Neumarkt, mit dem es bis 1945 verbunden blieb. 1845 zählte Blumerode im Besitz von Ewald Müller 63 Häuser, ein Schloss und Vorwerk, 403 überwiegend evangelische Einwohner (27 katholisch), eine evangelische Pfarrkirche mit Pfarrwidum, eine evangelische Schule für Blumerode und Dambritsch mit einem Lehrer und einem Hilfslehrer, katholische Kirche zu Obsendorf, eine Windmühle, zwei Ziegeleien, sieben Handwerker und zwei Händler. 1874 wurde der Amtsbezirk Blumenrode gebildet.
Als Folge des Zweiten Weltkriegs fiel Blumenrode mit fast ganz Schlesien 1945 an Polen. Nachfolgend wurde es in Kwietno umbenannt. In der Folgezeit wurde die einheimische deutsche Bevölkerung – soweit sie nicht vorher geflohen war – vertrieben. Die neu angesiedelten Bewohner waren teilweise Zwangsumgesiedelte aus Ostpolen, das an die Sowjetunion gefallen war.
Nach 1945 wurde die evangelische Christkönigskirche zur römisch-katholischen Filialkirche Christkönig umgewidmet. Von 1975 bis 1998 gehörte Kwietno zur Woiwodschaft Breslau.

### Religion
Wann die Kirche von Blumerode gegründet wurde, ist aus Mangel an Dokumenten nicht bekannt. Eine erste steinerne Kirche dürfte im 15. Jahrhundert entstanden sein. Die alte Ortskirche wurde während der Reformationszeit um 1524 evangelisch. Nach 1653 diente das Gotteshaus den evangelischen Gläubigen des Umlandes als Zufluchtskirche, z. B. der Bewohner von Neumarkt, die ihre Kirche an die Katholiken verloren. Das Einzugsgebiet lag bei drei Meilen. Über das Kollalturrecht verfügte nicht der jeweilige Grundherr von Blumerode, sondern die Kammeramt in Groß-Baudis. Aus Platzmangel entstand 1710 eine neue Fachwerkkirche, die in den Befreiungskriegen beim Durchzug der Napoleonische Armee 1813 niederbrannte. Die preußische Herrschaft ab 1742 ermöglichte den Bau neuer Kirchen, wodurch der Pfarrsprengel deutlich kleiner wurde. 1820 erfolgte der Bau einer neuen, turmlosen Holzkirche mit Ziegeldach, die 1891 durch den heutigen neuromanischen Ziegelbau ersetzt wurde. Zum evangelischen Kirchspiel waren vormals gepfarrt: Blumerode, Buchwald, Dambritsch, Ellguth, Obsendorf und Simsdorf.

## Sehenswürdigkeiten
- Römisch-katholische Christkönigskirche, vor 1945 evangelisch-lutherische Pfarrkirche.
- Schloss Blumerode[1]
- Schlosspark